# Deutsche Leichtathletik-Hallenmeisterschaften 1962
Die neunten Deutschen Leichtathletik-Hallenmeisterschaften fanden am 24. März 1962 in der Dortmunder Westfalenhalle statt. Gelaufen wurde auf einer 160 m langen Rundbahn.

## Medaillengewinner Männer
| Disziplin      | Gold                                                                                     | Leistung   | Silber                                                                | Leistung   | Bronze                                                                                | Leistung   |
| -------------- | ---------------------------------------------------------------------------------------- | ---------- | --------------------------------------------------------------------- | ---------- | ------------------------------------------------------------------------------------- | ---------- |
| 50 m           | Hans-Joachim Oswald (SV Bayer 04 Leverkusen)                                             | 5,8 s      | Willi Holdorf (SV Bayer 04 Leverkusen)                                | 5,8 s      | Hans-Georg Wawrzyn (Hamburger SV)                                                     | 5,8 s      |
| 400 m          | Manfred Kinder (Wuppertaler SV)                                                          | 49,2 s     | Jens Ulbricht (SV St. Georg von 1895)                                 | 49,5 s     | Manfred Keusgen (ASV Köln)                                                            | 49,8 s     |
| 800 m          | Jörg Balke (Polizei SV Berlin)                                                           | 1:52,8 min | Paul Schmidt (OSV Hörde)                                              | 1:52,8 min | Hans Klinkenberg (Barmer TV)                                                          | 1:52,9 min |
| 1500 m         | Harald Norpoth (DJK/SSG Telgte)                                                          | 3:52,9 min | Klaus Lehmann (Polizei SV Berlin)                                     | 3:53,3 min | Adolf Schwarte (Rot-Weiß Oberhausen)                                                  | 3:53,9 min |
| 3000 m         | Peter Kubicki (SC Charlottenburg)                                                        | 8:02,8 min | Hans Hüneke (Solinger LC)                                             | 8:09,2 min | Wolfgang Fricke (Polizei SV Hannover)                                                 | 8:21,8 min |
| 55 m Hürden    | Klaus Nüske (ASV Berlin)                                                                 | 7,4 s      | Hermann Alms (SV Bayer 04 Leverkusen)                                 | 7,4 s      | Hinrich John (Hannover 96)                                                            | 7,5 s      |
| 4 × 400 m      | Wuppertaler SV (Jürgen Schmidt, Hermann Telgenkämper, Klaus Wengoborski, Manfred Kinder) | 3:21,1 min | Hannover 96 (Fredy Kalina, Harry Pott, Fritz Roth, Klaus von Boddien) | 3:21,3 min | SV Bayer 04 Leverkusen (Willi Holdorf, Günter Hoffmann, Werner Corts, Ferdinand Haas) | 3:21,5 min |
| Hochsprung     | Peter Riebensahm (USC Mainz)                                                             | 2,02 m     | Herbert Hopf (TG Würzburg)                                            | 1,99 m     | Ingomar Sieghart (TV Moosburg)                                                        | 1,96 m     |
| Stabhochsprung | Dieter Möhring (VfL Wolfsburg)                                                           | 4,40 m     | Wolfgang Reinhardt (Turnerschaft Göppingen)                           | 4,20 m     | Rainer Schmelz (Rot-Weiß Oberhausen)                                                  | 4,20 m     |
| Weitsprung     | Wolfgang Klein (Hamburger SV)                                                            | 7,55 m     | Peter Reinholz (Hannover 96)                                          | 7,18 m     | Eberhard Vaubel (TSV 1860 München)                                                    | 7,12 m     |
| Dreisprung     | Hans-Jörg Müller (SV Saar 05 Saarbrücken)                                                | 15,25 m    | Günter Zeiß (KSV Hessen Kassel)                                       | 15,18 m    | Herbert Braitinger (Stuttgarter LC)                                                   | 15,09 m    |
| Kugelstoßen    | Dietrich Urbach (TSV 1860 München)                                                       | 17,15 m    | Josef Klik (KSV Hessen Kassel)                                        | 16,83 m    | Karl-Heinz Wegmann (Dortmunder SC)                                                    | 16,35 m    |

## Medaillengewinner Frauen
| Disziplin   | Gold                                                                  | Leistung   | Silber                                                                                          | Leistung   | Bronze                                                                                | Leistung   |
| ----------- | --------------------------------------------------------------------- | ---------- | ----------------------------------------------------------------------------------------------- | ---------- | ------------------------------------------------------------------------------------- | ---------- |
| 50 m        | Renate Bronnsack (USC Heidelberg)                                     | 6,4 s      | Renate Junker (Rheydter TV 1847)                                                                | 6,5 s      | Elisabeth Luxenburger (SV Saar 05 Saarbrücken)                                        | 6,5 s      |
| 400 m       | Maria Jeibmann (Deutscher Sportklub Düsseldorf)                       | 58,8 s     | Emilie Bertram (ATSV Saarbrücken)                                                               | 1:00,9 min | Ingrid Altenbach (TuS Opladen)                                                        | 1:01,5 min |
| 800 m       | Antje Gleichfeld (TuS Alstertal)                                      | 2:14,2 min | Rosemarie Nitsch (Post SG Mannheim)                                                             | 2:15,5 min | Irmtraud Wickel (TV Ewersbach)                                                        | 2:21,2 min |
| 55 m Hürden | Erika Frisch (Hannover 96)                                            | 7,7 s      | Ingrid Schlundt (ASV Köln)                                                                      | 7,8 s      | Jutta Stöck (Hamburger SV)                                                            | 7,8 s      |
| 4 × 160 m   | Hannover 96 (Renate Bicker, Renate Rose, Erika Frisch, Helga Henning) | 1:21,7 min | Deutscher Sportklub Düsseldorf (Doris Schweimanns, Ursula Heer, Marlies Bender, Maria Jeibmann) | 1:21,7 min | Rheydter TV 1847 (Renate Junker, Ingrid Wiethoff, Brigitte Axmacher, Ingrid Heilmann) | 1:24,2 min |
| Hochsprung  | Ilia Hans (SpVgg Bissingen)                                           | 1,64 m     | Rita Kortum (VfL Wolfsburg)                                                                     | 1,61 min   | Marlene Altmann (Wuppertaler SV)                                                      | 1,58 m     |
| Weitsprung  | Helga Hoffmann (ATSV Saarbrücken)                                     | 6,09 m     | Wilma Fabert (OSV Hörde)                                                                        | 5,97 m     | Ingrid Becker (LG Geseke)                                                             | 5,92 m     |
| Kugelstoßen | Sigrun Grabert (SV 03 Tübingen)                                       | 14,97 m    | Marlene Klein (LGO Euskirchen)                                                                  | 14,67 m    | Hannelore Keydel (SV Bayer 04 Leverkusen)                                             | 13,54 m    |